# Museo del Concorde
El Museo del Concorde se encuentra localizado en Ciudad Juárez, México. El museo alberga la colección más importante de componentes que fueron utilizados en el Concorde.
Los componentes en exhibición fueron traídos de los talleres de servicio de British Airways localizados en Birmingham, Inglaterra en 2004.

## Historia del museo
En el año 2004, la empresa British Airways inició actividades para distribuir aviones Concorde completos y componentes a través de ventas y donaciones. En este período, un grupo de juarenses se puso en contacto con las agencias encargadas de la distribución y ventas localizadas en Birmingham Inglaterra, logrando obtener varios componentes del Concorde.
Para realizar los trámites, empaquetar y transportar estos compontentes, fue necesario enviar a un par de técnicos de Ciudad Juárez a Inglaterra, Abraham Zúñiga y Virgilio Polanco. El total de las piezas pesan más de 10 toneladas. La ruta que siguieron estos componentes, que pesaban más de 10 toneladas, se realiazó por vía marítima hasta Houston, Texas, y tuvo una duración de 30 días. Desde allí se enviaron hasta El Paso en camión.
El museo está ubicado en una extensión de 500 m² en una zona altamente transitada y de fácil acceso. Actualmente el museo se mantiene gracias al patrocinio de empresas locales y a la venta de artículos varios.

## Exhibiciones
En el Museo del Concorde los componentes más importantes son un motor Rolls-Royce Olympus, un tren de aterrizaje Bugatti, un juego de toberas de admisión Snecma, mecanismos hidráulicos, asientos, sistema de navegación, memorabilia e información, entre otros. Los componentes originales que se exhiben en el Museo del Concorde pertenecieron a la flota de aeronaves de British Airways.

## Galería

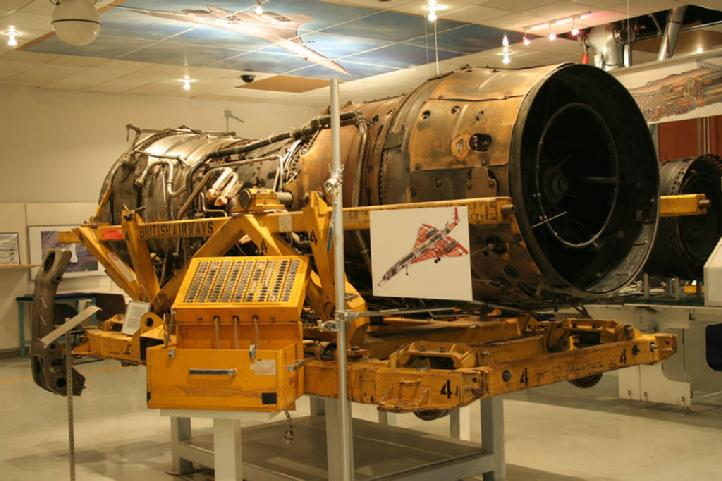
Turborreactor Rolls Royce 593 usado por el Concorde y principal atracción del museo